# Quarantième district congressionnel de Californie
Le 40e district congressionnel de Californie est un district de l'État américain de Californie, englobant les comtés d'Orange, de San Bernardino et de Riverside. Le district est actuellement représenté par la Républicaine Young Kim. C’était l’une des 18 circonscriptions qui auraient voté pour Joe Biden lors de l’élection présidentielle de 2020 si elles avaient existé dans leur configuration actuelle tout en ayant été remportées ou détenues par un républicain en 2022.
Le district comprend Yorba Linda, Anaheim Hills, Orange, Chino Hills, Tustin, Mission Viejo, Aliso Viejo, Rancho Santa Margarita, Laguna Hills, Laguna Woods, Villa Park, Lake Forest, les census-designated places de North Tustin et Coto de Caza, et parties de Brea et Corona.

## Géographie
| #  | Comté          | Siège          | Population |
| -- | -------------- | -------------- | ---------- |
| 59 | Orange         | Santa Ana      | 3 135 755  |
| 65 | Riverside      | Riverside      | 2 492 442  |
| 71 | San Bernardino | San Bernardino | 2 195 611  |

À partir du redécoupage de 2020, le 40e district congressionnel de la Californie est situé en Californie du Sud. Il comprend la majorité du nord et de l'est du Comté d'Orange, ainsi que le sud-ouest de San Bernardino et l'ouest de Riverside
Le Comté d'Orange est divisé entre ce district, le 38e district, 45e district, le 46e district, le 47e district et le 49e district. Les 40e et 45e sont divisés par l'Orange Freeway, E Lambert Rd, Sunrise Rd, Foothill Ln, Wandering Ln, N Associated Rd, E Birch St, S Valencia Ave, La Plaza Dr, La Floresta Dr, La Crescenta Dr, Highway 90, 1053 E Imperial Highway-343 Tolbert St, Vesuvius Dr, Rose Dr, Wabash Ave, 6th St, Golden Ave, Carbon Canyon Creek, E Yorba Linda Blvd, Jefferson St, 1401 Zion Ave-N Van Buren St, Buena Vista Ave, 17225 Orange Blossom Ln-1480 E Howard Pl, 17511 Pine Cir-Orchard Dr, Mariposa Ave, Lakeview Ave, E Miraloma Ave, Fee-Ana St, Sierra Madre Cir, E Orangethorpe Ave, Burlington Northern Santa Fe Railroad, Kensington Ave, N Kraemer Blvd, Carbon Creek, et E La Jolla St.
Les 40e et 46e sont divisées par E La Palma Ave, E Jackson Ave, E Frontera St, Santa Ana River, Riverside Freeway, Costa Mesa Freeway, N Tustin St, E Meats Ave, N Orange Olive Rd, Garden Grove Freeway, 16909 Donwest-16791 E Main St, E Chestnut Ave, 16282 E Main St-717 S Lyon St, E McFadden Ave, and Warner Ave.
Les 40e, 47e et 49e sont séparées par Barranca Parkway, Jamboree Rd, Warner Ave, Harvard Ave, Myford Rd, Highway 5, Loma Ridge Nature Preserve, Bee Canyon Access Rd, Portola Parkway, Highway 133, Highway 241, Bake Parkway, San Diego Freeway, Ridge Route Dr, Moulton Parkway, Santa Maria Ave, Via Vista, Alta Vis, Santa Vittoria Dr, Avenida del Sol, Punta Alta, Galle Azul, Bahia Blanca W, Laguna Coast Wilderness Park, Highway S18, Aliso & Wood Canyons, Alicia Parkway, Pacific Park Dr, San Joaquin Hills Trans Corridor, Cabot Rd, San Diego Freeway, Via Escolar, Arroyo Trabuco Creek, Oso Parkway, Thomas F Riley Wilderness Park, and Ronald W Casper's Wilderness Park. Le 40e district comprend les villes de Tustin, Yorba Linda, Lake Forest, Laguna Woods, Laguna Hills, Mission Viejo, Rancho Santa Margarita, Brea, Villa Park, Aliso Viejo, l'est d'Orange, et l'est d'Anaheim, ainsi que les census-desiganted places de North Tustin, Silverado, Williams Canyon, Modjeska, Trabuco Canyon et Coto de Caza.
Le Comté de San Bernardino est divisé entre ce district et le 35e district. Ils sont séparés par Chino Valley Freeway, Eucalyptus Ave, Peyton Dr, Highway 142, Tupelo Ave, Hazelwood Dr, Pipeline Ave, Los Serranos Blvd, Country Club Dr, Soquel Canyon Parkway, Elinvar Dr, Sapphire Rd, Onyx Rd, Copper Rd, Slate Dr, Butterfield Ranch Rd, and Pine Ave. Le 40e district englobe la ville de Chino Hills.

### Villes et CDP de 10 000 personnes ou plus
- Anaheim - 346 824
- Corona - 157 136
- Orange - 139 911
- Mission Viejo - 93 653
- Lake Forest - 85 858
- Tustin - 80 276
- Chino Hills - 78 411
- Yorba Linda - 68 336
- Aliso Viejo - 52 176
- Rancho Santa Margarita - 47 949
- Brea - 47 325
- Laguna Hills - 31 374
- North Tustin - 25 718
- Laguna Woods - 17 192
- Coto de Caza - 14 710

### Villes de 2500 à 10 000 personnes
- Villa Park - 5843

## Historique de vote
| Année | Poste               | Résultats                         |
| ----- | ------------------- | --------------------------------- |
| 1990  | Gouverneur          | Wilson 63,6 % - 32,0 %            |
| 1992  | Président           | Bush 39,9 % - 35,2 %              |
| 1992  | Sénateur            | Herschensohn (en) 55,7 % - 32,8 % |
| 1992  | Sénateur (Spéciale) | Seymour 49,5 % - 39,6 %           |
| 1994  | Gouverneur          | Wilson 66,6 % - 27,5 %            |
| 1994  | Sénateur            | Huffington 60,4 % – 29,0 %        |
| 1996  | Président           | Dole 48,8 % – 37,7 %              |
| 1998  | Gouverneur          | Lungren 49,2 % – 46,6 %           |
| 1998  | Sénateur            | Fong (en) 53,8 % – 40,9 %         |
| 2000  | Président           | Bush 56,0 % - 39,3 %              |
| 2000  | Sénateur            | Campbell (en) 50,4 % - 41,9 %     |
| 2002  | Gouverneur          | Simon (en) 57,7 % - 34,6 %        |
| 2003  | Rappel,             | Oui 73,8 % - 26,2 %               |
| 2003  | Rappel,             | Schwarzenegger 62,4 % - 16,5 %    |
| 2004  | Président           | Bush 60,2 % - 38,4 %              |
| 2004  | Sénateur            | Jones (en) 50,9 % - 43,8 %        |
| 2006  | Gouverneur          | Schwarzenegger 69,0 % - 26,0 %    |
| 2006  | Sénateur            | Mountjoy (en) 50,2 % - 44,5 %     |
| 2008  | Président           | McCain 51,1 % - 46,6 %            |
| 2010  | Gouverneur          | Whitman 55,8 % - 38,0 %           |
| 2010  | Sénateur            | Fiorina 57,0 % - 37,2 %           |
| 2012  | Président           | Obama 81,5 % - 16,5 %             |
| 2012  | Sénateur            | Feinstein 81,2 % - 18,8 %         |
| 2014  | Gouverneur          | Brown 76,2 % – 23,8 %             |
| 2016  | Président           | Clinton 82,2 % - 12,8 %           |
| 2016  | Sénateur            | Sánchez 56,4 % - 43,6 %           |
| 2018  | Gouverneur          | Newsom 80,5 % – 19,5 %            |
| 2018  | Sénateur            | Feinstein 51,1 % – 48,9 %         |
| 2020  | Président           | Biden 77,1 % - 20,6 %             |
| 2021  | Rappel              | Non 78,7 % - 21,3 %               |
| 2022  | Gouverneur          | Dahle 55,4 % - 44,6 %             |
| 2022  | Sénat               | Meuser 54,1 % - 45,9 %            |

## Liste des représentants du district
| Membre                           | Parti       | Années                          | Congrès          | Histoire électorale | Zone géographique                                            |
| -------------------------------- | ----------- | ------------------------------- | ---------------- | --- | ------------------------------------------------------------ |
| District créée le 3 janvier 1973 |             |                                 |                  | |                                                              |
| Bob Wilson (en)                  | Républicain | 3 janvier 1973 - 3 janvier 1975 | 93e              | Redécoupage depuis le 37e district et réélu en 1972. Redécoupage vers le 41e district.                                                              | 1973–1975 San Diego (Parti Nord de San Diego)                |
| Andrew Hinshaw (en)              | Républicain | 3 janvier 1975 - 3 janvier 1977 | 94e              | Redécoupage depuis le 39e district et réélu en 1974. Perd sa renomination.                                                                          | 1975–1983 Orange (Partie Sud), San Diego (Partie Nord-Ouest) |
| Robert Badham (en)               | Républicain | 3 janvier 1977 - 3 janvier 1989 | 95-10095e - 100e | Élu en 1976. Réélu en 1978. Réélu en 1980. Réélu en 1982. Réélu en 1984. Réélu en 1986. Retrait.                                                    | 1975–1983 Orange (Partie Sud), San Diego (Partie Nord-Ouest) |
| Robert Badham (en)               | Républicain | 3 janvier 1977 - 3 janvier 1989 | 95-10095e - 100e | Élu en 1976. Réélu en 1978. Réélu en 1980. Réélu en 1982. Réélu en 1984. Réélu en 1986. Retrait.                                                    | 1983–1993 Orange                                             |
| Christopher Cox                  | Républicain | 3 janvier 1989 - 3 janvier 1993 | 101e , 102e      | Élu en 1988. Réélu en 1990. Redécoupage vers le 47e district.                                                                                       |                                                              |
| Jerry Lewis                      | Républicain | 3 janvier 1993 - 3 janvier 2003 | 103e - 107e      | Redécoupage depuis le 35e district et réélu en 1992. Réélu en 1994. Réélu en 1996. Réélu en 1998. Réélu en 2000. Redécoupage vers le 41e district.  | 1993–2003 Inyo, San Bernardino                               |
| Ed Royce                         | Républicain | 3 janvier 2003 - 3 janvier 2013 | 108e - 112e      | Redécoupage depuis le 39e district et réélu en 2002. Réélu en 2004. Réélu en 2006. Réélu en 2008. Réélu en 2010. Redécoupage vers le 39e district.  | 2003–2013 Orange (Partie Nord)                               |
| Lucille Roybal-Allard            | Démocrate   | 3 janvier 2013 - 3 janvier 2023 | 113e - 117e      | Redécoupage depuis le 34e district et réélue en 2012. Réélue en 2014. Réélue en 2016. Réélue en 2018. Redécoupage vers le 42e district et RETRAITt. | 2013–2023 Los Angeles (Downey, East Los Angeles)             |
| Young Kim                        | Républicain | 3 janvier 2023 - en cours       | 118e - 119e      | Redécoupage depuis le 39e district et réélue en 2022. Réélue en 2024.                                                                               | 2023–Présent Comtés de Los Angeles, Orange et San Bernardino |

## Résultats des récentes élections
Voici les résultats des dix précédents cycles électoraux dans le district.

### 2004
| Élection de 2004 du 40e district congressionnel de Californie | Élection de 2004 du 40e district congressionnel de Californie | Élection de 2004 du 40e district congressionnel de Californie | Élection de 2004 du 40e district congressionnel de Californie | Élection de 2004 du 40e district congressionnel de Californie |
| ------------------------------------------------------------- | ------------------------------------------------------------- | ------------------------------------------------------------- | ------------------------------------------------------------- | ------------------------------------------------------------- |
| Parti                                                         | Parti                                                         | Candidat                                                      | Votes                                                         | %                                                             |
|                                                               | Républicain                                                   | Ed Royce (sortant)                                            | 189 336                                                       | 68,0                                                          |
|                                                               | Démocrate                                                     | Tilman Williams                                               | 69 684                                                        | 32,0                                                          |
| Total des votes                                               | Total des votes                                               | Total des votes                                               | 259 020                                                       | 100 %                                                         |
|                                                               | Les Républicains conservent                                   |                                                               |                                                               |                                                               |

### 2006
| Élection de 2006 du 40e district congressionnel de Californie | Élection de 2006 du 40e district congressionnel de Californie | Élection de 2006 du 40e district congressionnel de Californie | Élection de 2006 du 40e district congressionnel de Californie | Élection de 2006 du 40e district congressionnel de Californie |
| ------------------------------------------------------------- | ------------------------------------------------------------- | ------------------------------------------------------------- | ------------------------------------------------------------- | ------------------------------------------------------------- |
| Parti                                                         | Parti                                                         | Candidat                                                      | Votes                                                         | %                                                             |
|                                                               | Républicain                                                   | Ed Royce (sortant)                                            | 100 995                                                       | 66,8                                                          |
|                                                               | Démocrate                                                     | Florice Orea Hoffman                                          | 46 418                                                        | 30,7                                                          |
|                                                               | Libertarien                                                   | Philip H. Inman                                               | 3 876                                                         | 2,5                                                           |
| Total des votes                                               | Total des votes                                               | Total des votes                                               | 151 289                                                       | 100 %                                                         |
|                                                               | Les Républicains conservent                                   |                                                               |                                                               |                                                               |

### 2008
| Élection de 2008 du 40e district congressionnel de Californie | Élection de 2008 du 40e district congressionnel de Californie | Élection de 2008 du 40e district congressionnel de Californie | Élection de 2008 du 40e district congressionnel de Californie | Élection de 2008 du 40e district congressionnel de Californie |
| ------------------------------------------------------------- | ------------------------------------------------------------- | ------------------------------------------------------------- | ------------------------------------------------------------- | ------------------------------------------------------------- |
| Parti                                                         | Parti                                                         | Candidat                                                      | Votes                                                         | %                                                             |
|                                                               | Républicain                                                   | Ed Royce (sortant)                                            | 144 923                                                       | 62,6                                                          |
|                                                               | Démocrate                                                     | Christina Avalos                                              | 86 772                                                        | 37,4                                                          |
| Total des votes                                               | Total des votes                                               | Total des votes                                               | 231 695                                                       | 100 %                                                         |
|                                                               | Les Républicains conservent                                   |                                                               |                                                               |                                                               |

### 2010
| Élection de 2010 du 40e district congressionnel de Californie | Élection de 2010 du 40e district congressionnel de Californie | Élection de 2010 du 40e district congressionnel de Californie | Élection de 2010 du 40e district congressionnel de Californie | Élection de 2010 du 40e district congressionnel de Californie |
| ------------------------------------------------------------- | ------------------------------------------------------------- | ------------------------------------------------------------- | ------------------------------------------------------------- | ------------------------------------------------------------- |
| Parti                                                         | Parti                                                         | Candidat                                                      | Votes                                                         | %                                                             |
|                                                               | Républicain                                                   | Ed Royce (sortant)                                            | 119 455                                                       | 66,8                                                          |
|                                                               | Démocrate                                                     | Christina Avalos                                              | 59 400                                                        | 33,2                                                          |
| Total des votes                                               | Total des votes                                               | Total des votes                                               | 178 855                                                       | 100 %                                                         |
|                                                               | Les Républicains conservent                                   |                                                               |                                                               |                                                               |

### 2012
| Élection de 2012 du 40e district congressionnel de Californie | Élection de 2012 du 40e district congressionnel de Californie | Élection de 2012 du 40e district congressionnel de Californie | Élection de 2012 du 40e district congressionnel de Californie | Élection de 2012 du 40e district congressionnel de Californie |
| ------------------------------------------------------------- | ------------------------------------------------------------- | ------------------------------------------------------------- | ------------------------------------------------------------- | ------------------------------------------------------------- |
| Parti                                                         | Parti                                                         | Candidat                                                      | Votes                                                         | %                                                             |
|                                                               | Démocrate                                                     | Lucille Roybal-Allard (sortante)                              | 73 940                                                        | 58,9                                                          |
|                                                               | Démocrate                                                     | David Sanchez                                                 | 51 613                                                        | 41,1                                                          |
| Total des votes                                               | Total des votes                                               | Total des votes                                               | 125 553                                                       | 100 %                                                         |
|                                                               | Les Démocrates conservent                                     |                                                               |                                                               |                                                               |

### 2014
| Élection de 2014 du 40e district congressionnel de Californie | Élection de 2014 du 40e district congressionnel de Californie | Élection de 2014 du 40e district congressionnel de Californie | Élection de 2014 du 40e district congressionnel de Californie | Élection de 2014 du 40e district congressionnel de Californie |
| ------------------------------------------------------------- | ------------------------------------------------------------- | ------------------------------------------------------------- | ------------------------------------------------------------- | ------------------------------------------------------------- |
| Parti                                                         | Parti                                                         | Candidat                                                      | Votes                                                         | %                                                             |
|                                                               | Démocrate                                                     | Lucille Roybal-Allard (sortante)                              | 30 208                                                        | 61,2                                                          |
|                                                               | Démocrate                                                     | David Sanchez                                                 | 19 171                                                        | 38,8                                                          |
| Total des votes                                               | Total des votes                                               | Total des votes                                               | 49 379                                                        | 100 %                                                         |
|                                                               | Les Démocrates conservent                                     |                                                               |                                                               |                                                               |

### 2016
| Élection de 2016 du 40e district congressionnel de Californie | Élection de 2016 du 40e district congressionnel de Californie | Élection de 2016 du 40e district congressionnel de Californie | Élection de 2016 du 40e district congressionnel de Californie | Élection de 2016 du 40e district congressionnel de Californie |
| ------------------------------------------------------------- | ------------------------------------------------------------- | ------------------------------------------------------------- | ------------------------------------------------------------- | ------------------------------------------------------------- |
| Parti                                                         | Parti                                                         | Candidat                                                      | Votes                                                         | %                                                             |
|                                                               | Démocrate                                                     | Lucille Roybal-Allard (sortante)                              | 106 554                                                       | 81,2                                                          |
|                                                               | Indépendant                                                   | Roman Gonzalez                                                | 24 743                                                        | 18,8                                                          |
| Total des votes                                               | Total des votes                                               | Total des votes                                               | 131 297                                                       | 100 %                                                         |
|                                                               | Les Démocrates conservent                                     |                                                               |                                                               |                                                               |

### 2018
| Élection de 2018 du 40e district congressionnel de Californie | Élection de 2018 du 40e district congressionnel de Californie | Élection de 2018 du 40e district congressionnel de Californie | Élection de 2018 du 40e district congressionnel de Californie | Élection de 2018 du 40e district congressionnel de Californie |
| ------------------------------------------------------------- | ------------------------------------------------------------- | ------------------------------------------------------------- | ------------------------------------------------------------- | ------------------------------------------------------------- |
| Parti                                                         | Parti                                                         | Candidat                                                      | Votes                                                         | %                                                             |
|                                                               | Démocrate                                                     | Lucille Roybal-Allard (sortante)                              | 93 938                                                        | 77,3                                                          |
|                                                               | Vert                                                          | Rodolfo Cortes Barragan                                       | 27 511                                                        | 22,7                                                          |
| Total des votes                                               | Total des votes                                               | Total des votes                                               | 121 449                                                       | 100 %                                                         |
|                                                               | Les Démocrates conservent                                     |                                                               |                                                               |                                                               |

### 2020
| Élection de 2020 du 40e district congressionnel de Californie | Élection de 2020 du 40e district congressionnel de Californie | Élection de 2020 du 40e district congressionnel de Californie | Élection de 2020 du 40e district congressionnel de Californie | Élection de 2020 du 40e district congressionnel de Californie |
| ------------------------------------------------------------- | ------------------------------------------------------------- | ------------------------------------------------------------- | ------------------------------------------------------------- | ------------------------------------------------------------- |
| Parti                                                         | Parti                                                         | Candidat                                                      | Votes                                                         | %                                                             |
|                                                               | Démocrate                                                     | Lucille Roybal-Allard (sortante)                              | 135 572                                                       | 72,7                                                          |
|                                                               | Républicain                                                   | C. Antonio Delgado                                            | 50 809                                                        | 27,3                                                          |
| Total des votes                                               | Total des votes                                               | Total des votes                                               | 186 381                                                       | 100 %                                                         |
|                                                               | Les Démocrates conservent                                     |                                                               |                                                               |                                                               |

### 2022
La Californie a tenu sa Primaire Jungle le 7 juin 2022, selon ce système de Primaire, tous les candidats sont sur le même bulletin de vote, et les deux arrivés en tête s'affronteront le jour de l'Élection Générale, à savoir le 8 novembre 2022.
| Primaire Jungle 2022 du 40e district congressionnel de Californie | Primaire Jungle 2022 du 40e district congressionnel de Californie | Primaire Jungle 2022 du 40e district congressionnel de Californie | Primaire Jungle 2022 du 40e district congressionnel de Californie | Primaire Jungle 2022 du 40e district congressionnel de Californie |
| ----------------------------------------------------------------- | ----------------------------------------------------------------- | ----------------------------------------------------------------- | ----------------------------------------------------------------- | ----------------------------------------------------------------- |
| Parti                                                             | Parti                                                             | Candidat                                                          | Votes                                                             | %                                                                 |
|                                                                   | Démocrate                                                         | Asif Mahmood                                                      | 74 607                                                            | 40,9                                                              |
|                                                                   | Républicain                                                       | Young Kim (sortante)                                              | 63 346                                                            | 34,7                                                              |
|                                                                   | Républicain                                                       | Greg Raths                                                        | 42 404                                                            | 23,2                                                              |
|                                                                   | Républicain                                                       | Nicholas Taurus                                                   | 2 193                                                             | 1,2                                                               |

| Élection de 2022 du 40e district congressionnel de Californie | Élection de 2022 du 40e district congressionnel de Californie | Élection de 2022 du 40e district congressionnel de Californie | Élection de 2022 du 40e district congressionnel de Californie | Élection de 2022 du 40e district congressionnel de Californie |
| ------------------------------------------------------------- | ------------------------------------------------------------- | ------------------------------------------------------------- | ------------------------------------------------------------- | ------------------------------------------------------------- |
| Parti                                                         | Parti                                                         | Candidat                                                      | Votes                                                         | %                                                             |
|                                                               | Républicain                                                   | Young Kim (sortante)                                          | 161 589                                                       | 56,8                                                          |
|                                                               | Démocrate                                                     | Asif Mahmood                                                  | 122 722                                                       | 43,2                                                          |
| Total des votes                                               | Total des votes                                               | Total des votes                                               | 284 311                                                       | 100 %                                                         |
|                                                               | Les Républicains conservent                                   |                                                               |                                                               |                                                               |

### 2024
La Californie a tenu sa Primaire Jungle le 5 mars 2024, selon ce système de Primaire, tous les candidats sont sur le même bulletin de vote, et les deux arrivés en tête s'affronteront le jour de l'Élection Générale, à savoir le 5 novembre 2024.
| Primaire Jungle 2024 du 40e district congressionnel de Californie | Primaire Jungle 2024 du 40e district congressionnel de Californie | Primaire Jungle 2024 du 40e district congressionnel de Californie | Primaire Jungle 2024 du 40e district congressionnel de Californie | Primaire Jungle 2024 du 40e district congressionnel de Californie |
| ----------------------------------------------------------------- | ----------------------------------------------------------------- | ----------------------------------------------------------------- | ----------------------------------------------------------------- | ----------------------------------------------------------------- |
| Parti                                                             | Parti                                                             | Candidat                                                          | Votes                                                             | %                                                                 |
|                                                                   | Républicain                                                       | Young Kim (sortante)                                              | 109 963                                                           | 56,4                                                              |
|                                                                   | Démocrate                                                         | Joe Kerr                                                          | 49 965                                                            | 25,6                                                              |
|                                                                   | Démocrate                                                         | Allyson Damikolas                                                 | 35 153                                                            | 18,0                                                              |

| Élection de 2024 du 40e district congressionnel de Californie | Élection de 2024 du 40e district congressionnel de Californie | Élection de 2024 du 40e district congressionnel de Californie | Élection de 2024 du 40e district congressionnel de Californie | Élection de 2024 du 40e district congressionnel de Californie |
| ------------------------------------------------------------- | ------------------------------------------------------------- | ------------------------------------------------------------- | ------------------------------------------------------------- | ------------------------------------------------------------- |
| Parti                                                         | Parti                                                         | Candidat                                                      | Votes                                                         | %                                                             |
|                                                               | Républicain                                                   | Young Kim (sortante)                                          | 211 998                                                       | 55,3                                                          |
|                                                               | Démocrate                                                     | Joe Kerr                                                      | 171 637                                                       | 44,7                                                          |
| Total des votes                                               | Total des votes                                               | Total des votes                                               | 383 635                                                       | 100 %                                                         |
|                                                               | Les Républicains conservent                                   |                                                               |                                                               |                                                               |

## Frontières historique du district
Le siège était à l'origine l'un des cinq redistribués à la Californie après le Recensement américain de 1970, mais ses limites ont radicalement changé grâce aux efforts de redécoupage successifs. À plusieurs reprises, il a inclus des parties des comtés d'Orange et de San Diego, et de 1993 à 2003, il a couvert les comtés de l'est de San Bernardino et d'Inyo. De 2003 à 2013, le district était basé dans le Comté d'Orange. Le district couvrait les villes du nord du comté, notamment Fullerton, Orange, Cypress, Stanton et Buena Park.